# Juan Donoso Cortés

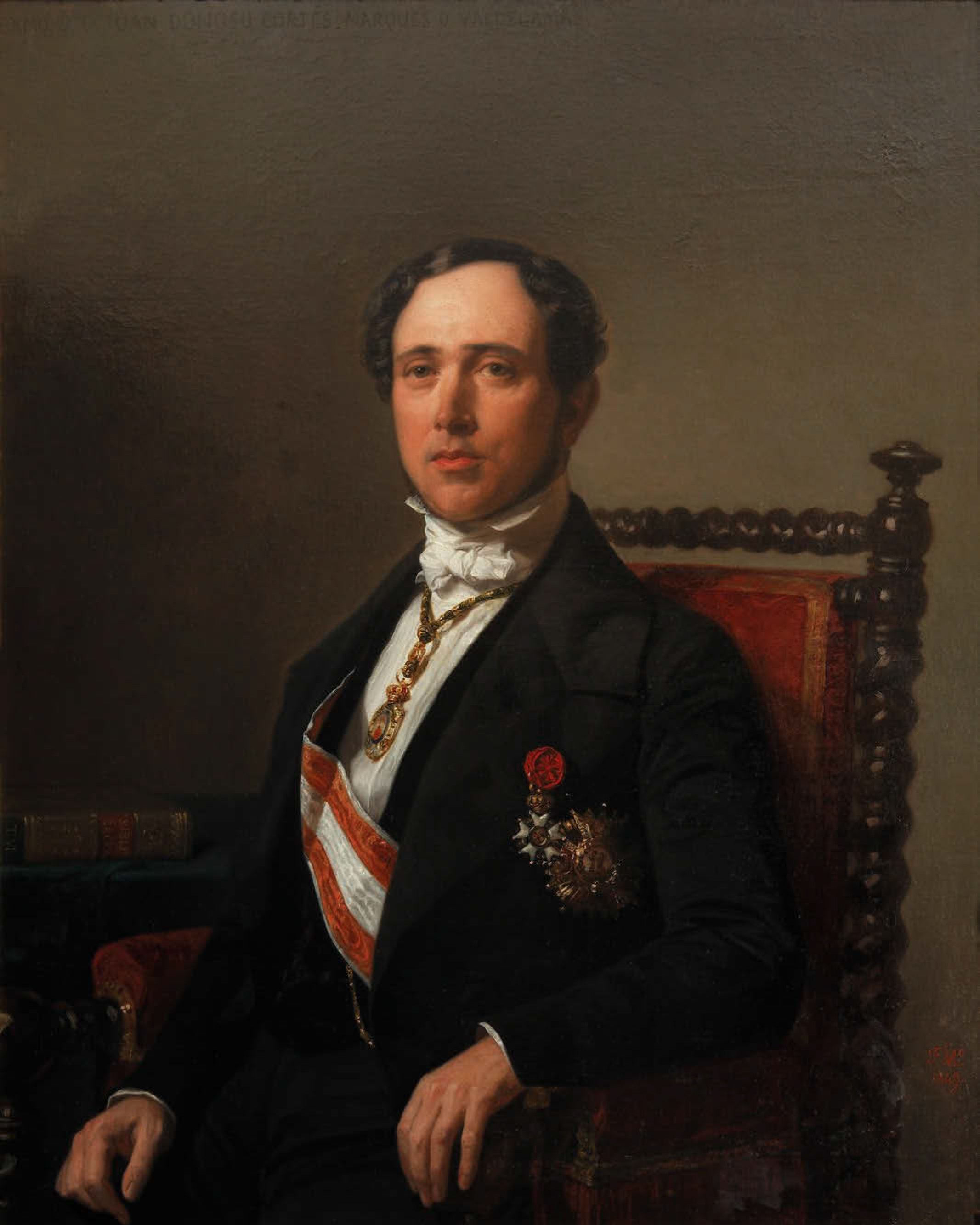
Donoso Cortés (1849).

Juan Francisco Donoso Cortés, markis av Valdegamas, född 6 maj 1809 i Valle de la Serena, Badajoz, död 3 maj 1853 i Paris, var en spansk politiker och författare. Hans verk var en av inspirationskällorna till den kontroversielle tyske juristen Carl Schmitts arbete Politische Theologie.
Donoso Cortés blev 19 år gammal juris doktor vid Sevillas universitet och därefter lärare vid kollegiet i Cáceres. År 1832 publicerade han Memoria sobre la situation actual de la monarquia, som förskaffade honom sekreterarplats i justitiedepartementet. Vid Ferdinand VII:s död 1833 ställde han sig på änkedrottning Maria Kristinas sida till försvar för Isabellas arvsrätt, blev deputerad och kämpade i cortes för moderata reformer. 1840 följde han Maria Kristina i landsflykten och återvände med henne 1843, efter Esparteros fall.
Åren 1849–1850 var han sändebud i Berlin och från 1851 till sin död i Paris. Utom ungdomsarbeten, såsom tragedien Padilla, några elegier och eposet El cerco de Zamora, utgav Donoso Cortés Consideraciones sobre la diplomacia (1834), La ley electoral (1835), Essai sur le catholicisme, le libéralisme et le socialisme (1851), De la monarquía absoluta en España, El clasicismo y el romantismo med flera. Donoso Cortés samlade arbeten utkom i 5 band 1854–1855 (2:a upplagan 1858 och följande år).